# Про дивовижного чоловіка Гору
«Про дивовижного чоловіка Гору» — українська казка, записана фольклористом Петром Лінтуром із Українських Карпат. У ньому йдеться про шлюб між дівчиною та чоловіком у вигляді змії.
Казка пов'язана з міжнародним циклом «Тварина як наречений» або «Пошук загубленого чоловіка»: людська дівчина виходить заміж за тварину, яка є принцом у масці, порушує табу та його втрачає, і їй доводиться його шукати. Специфічний мотив казки, який також з'являється у варіантах з Балкан і Румунії, — героїня шукає свого чоловіка під прокляттям не народжувати їхньої дитини, доки він знову її не торкнеться.

## Резюме
Чоловік має маєток і позичає гроші цареві. Одного разу він каже дружині, що піде шукати сина, щоб вони могли успадкувати маєток. Чоловік трохи відійшов і знайшов на землі маленького змія, яку зібрав у мішок і приніс додому. Він опускає змія в маленьку чашку, наповнену молоком. Змій продовжує рости, і він переміщує його у велику діжку, повну молока, і, нарешті, у великий хлів.
Потім принцеса починає подорож у пошуках свого чоловіка: вона проходить повз будинки Сонця та його матері (де вона отримує срібну курку з курчатами), Зірок та їхньої матері (де вона отримує самохідну тріску), і Місяць і його мати (де вона отримує пару золотих качок). Місяць знає місцезнаходження Марійчиного чоловіка, бо він там був, і дає їй дорогу. Марійка потрапляє на нове місце свого чоловіка, де він узяв ще одну дружину, злу королеву. Марійка залишається біля сходів замку, пряде лубку та спілкується з курочкою, курчатами та пташками. Служниці королеви кажуть королеві, і вона хоче купити об'єкт. Марійка пропонує золоту скибку на ніч у Горових покоях. Королева дає Горови трохи вина, щоб він заснув. Марійка намагається його розбудити і благає, щоб він доторкнувся до неї, але він не штовхає.
Тоді Змій просить принцесу залишитися вдома, поки він поїде на риболовлю. Як тільки він виходить, він знімає зміїну шкіру і стає срібноволосим юнаком. Він зустрічає царівну на ім'я Марійка і намагається приступити до неї, поклавши на неї руку, але вона відмовляє йому, кажучи, що вона вже одружена з Горою. Змій-чоловік знову випробовує її вірність, вдруге знявши зміїну шкіру і перетворившись на золотоволосого юнака. Він з'являється перед нею як незнайомець і знову намагається спокусити її, але вона залишається вірною Змієві-чоловікові та відкидає залицяння незнайомця. Нарешті, він випробовує її втретє, перетворившись на діамантоволосого юнака. Марійка знову відкидає залицяння незнайомця. Фарс закінчується тим, що він зізнається, що він її чоловік. Марійка спочатку не вірить, аж поки він не входить у зміїну шкіру і не стає тим юнаком, який їй з'явився. Він також каже їй, що знає, що вона хоче відвідати своїх батьків, тому дає їй чарівне крісло і соломинку, які можуть перенести її до батьків, але радить не слухати матір, а тільки батька.
Наступного ранку слуга на ім'я Попела, який має очі спереду і ззаду, лежачи на замковій печі, попереджає Гору, що він щось бачив уночі, але розповість, тільки якщо йому дадуть кашу з борошна і трохи кобилячого молока. Попела попереджає його, щоб він не пив нічого з того, що дасть йому королева, і лише вдавав, що заснув. Другої ночі Марійка обмінює курку з курчатами та золотими качками на ніч у кімнаті Гори. Вона благає його доторкнутися до неї, він прокидається і торкається її тіла, таким чином дозволяючи їй народити їхніх синів, пару золотих близнюків. Після цього Гора наказує повісити королеву на конях і четвертувати, а сам живе з Марійкою та їхніми синами.
Одного разу син-змій свистить, і батько йде перевірити: Змій хоче одружитися з царською донькою. Чоловік йде до царя і каже, що його син такий високий, що живе в хліві. Цар бере королеву та принцесу і супроводжує чоловіка назад до хліва: монарх знаходить великого Змія, але вирішує влаштувати весілля між принцесою та твариною. Принцеса танцює зі Змієм на весіллі і просить його її зжерти, але Змій-наречений каже, що вона його дружина. Змій забирає її з собою на край світу, і принцеса просить змія зжерти її, але Змій знову каже, що вона його дружина, а потім дає їй м'яч, щоб вона підкинула його вгору. Принцеса виконує вказівку: м'яч підкидається вгору і падає на землю, перетворюючись на великий палац.
Марійка сідає на стілець і просить соломинку віднести її назад до батьківського палацу. Вона розповідає їм усе, мати радить їй розпалити піч і спалити зміїну шкіру, але король застерігає її не робити цього, і нехай його прокляття закінчиться у свій час. Проте Марійка повертається до палацу свого чоловіка і, поки він іде ловити рибу, кидає зміїну шкіру у вогонь. Змій-чоловік відчуває запах гару і повертається до палацу. Він докоряє дружині за те, що вона послухалася слів матері, і проклинає дружину, щоб вона не народжувала хлопчиків-близнюків, яких носить в утробі, доки він не торкнеться її двома пальцями, бо вона матиме три залізні обручі навколо тіла. Після цього він зникає, забираючи з собою замок, а жінку залишає на лузі.

## Аналіз

### Казковий тип
Казку класифіковано за Класифікацією східнослов'янських народних казок (рос. СУС) як тип SUS 433B, рос. Царевич-рак: у жінки народжується рак, який одружується з царівною; принцеса спалює його панцир і змушена шукати його; вона торгує дорогими речами, щоб провести ніч зі своїм чоловіком, і він її впізнає. Східнослов'янський покажчик, востаннє поповнений у 1979 році фольклористом Левом Барагом, реєструє варіанти типу SUS 433B тільки в Україні. У тому ж дусі в дослідженні 1958 року професор Микола Андреєв зазначив, що тип казки 433B «Крабовий принц» відноситься до видів, які були рідкісними або взагалі не існували в російському репертуарі.
Однак у міжнародному індексі Аарне-Томпсона-Утера казка відповідає типу ATU 425A, «Тварина як наречений»: принцеса спалює шкуру тварини чоловіка, і вона мусить його шукати, навіть відвідуючи його. Вона зустрічає Сонце, Місяць і Вітер і отримати їхню допомогу. Уособлення стихій або її помічники дають героїні на шляху до чоловіка дивовижні предмети, якими вона підкуповує фальшиву наречену на ніч із ним. Лише на третю ніч героїні вдається поговорити з чоловіком, і він її впізнає.

### Мотиви
За словами Ганса-Йорга Утера, головною особливістю казки типу ATU 425A є «підкуп фальшивої нареченої на три ночі з чоловіком». Фактично, коли він розробляв свій перегляд системи Аарне-Томпсона, Утер зауважив, що «суттєвою» рисою казки типу ATU 425A є «квест дружини та подарунки» та «куплені ночі».
У балканських варіантах казкового типу надприродний чоловік проклинає дружину не народжувати дитину протягом тривалого часу, поки вона знову не знайде його.

#### Чоловік-змій
Так само у своїй праці про символіку тварин у слов'янській культурі російський філолог Олександр Гура зазначає, що чоловік-змій одружується з героїнею у східнослов'янському типі SUS 433B, хоча зачарований чоловік може постати й іншим типом тварин, наприклад, раком, жабою, ропухою, змієм та черв'яком. Крім того, сам змій просякнутий чоловічою символікою, пов'язана з фалічної символікою.

## Варіанти

### Петро Лінтур
В українській казці, записаній фольклористом Петром Лінтуром із Хуста під назвою «Жених-вуж і наречена-жаба» хлопець починає погано поводитися, і мати-вдова проклинає його стати гадом. Він перетворюється на змія і повзе в гори. Тим часом місцевий король стає сліпим, і єдиними ліками для нього є вода з якогось джерела. Кожна з його дочок йде до джерела, щоб набрати води в глечик, але таємничий голос відлякує двох старших, тоді як наймолодша принцеса сміливо набирає воду. Голос каже їй, що вона стане нареченою голосу, але принцеса відповідає: «Нехай буде так». Третя принцеса приносить воду, щоб вилікувати батька, і розповідає йому про голос. Король радить їй виконати свою обіцянку. Принцеса одягає чорну сукню і чекає у своїй кімнаті на того, хто був біля фонтану. До її кімнати прослизає змій і просить вимкнути світло. Принцеса підкоряється; змій знімає зміїну шкіру і перетворюється на золотоволосого юнака, волосся якого освітлює всю кімнату. Юнак просить принцесу не розголошувати таємницю. Наступного ранку сестри принцеси насміхаються з неї за те, що вона має таємничого чоловіка, а вона відповідає, що має вродливого чоловіка-людину. Пізніше того ж дня сестри принцеси забирають зміїну шкіру і спалюють її в печі. Прокинувшись, юнак не може знайти зміїну шкіру, тому проклинає свою дружину, щоб вона не народжувала дітей, доки він не покладе на неї два пальці, а потім вирушає в царство за Чорним морем. Минає рік, півтора; царівна, сильно вагітна, обмотує живіт залізними колами і вирушає в далекі пошуки. Вона проходить повз хатину Першого Вітру та його батька (які дарують їй золоту курку з золотими курчатами), Другого Вітру та його тещі (які дарують їй золоту пряжу та золоте веретено), Третього Вітру та його батька. Третій вітер повертається з навколосвітньої подорожі і розповідає принцесі, що бачив, як друга дружина її чоловіка намагалася випрати закривавлену сорочку в царстві за Чорним морем, і дає їй клубочок, радячи дістатися до того царства і обміняти речі з жінкою. Виконуючи його наказ, царівна дістається до царства за Чорним морем і випрала закривавлену сорочку для своєї дружини. Потім принцеса три ночі обмінює золоті речі зі своїм чоловіком; перші дві ночі він спить через протяг, але третьої ночі їй вдається його розбудити. Він прокидається і кладе на неї свої пальці; вона народжує хлопчиків-близнюків, одного золотоволосого, як батько, а іншого без золотого волосся. Далі казка продовжується пригодами золотоволосого близнюка, який виростає і одружується з жабою, що перетворюється на людську принцесу.

### Микола Левченко
В українській казці з Поділля, опублікованій українським літературознавцем Миколою Левченком під назвою «Як зачарований королевич-вуж засватав царівну», старий дроворуб живе з дружиною в лісі. Одного разу він пішов збирати дрова і приніс додому змія. Чоловік і його дружина вирішують усиновити його як свого сина. Через роки Змій починає говорити і просить їх висватати для нього принцесу як наречену. Незважаючи на побоювання подружжя, що жодна людська жінка не захоче вийти заміж за Змія, вони погоджуються, і старий вирушає до короля, щоб зробити пропозицію від імені свого сина. Король погоджується на пропозицію, але ставить перед змією випробування: вона повинна дострибнути до третьої вітрини і схопити обручку принцеси. Старий пояснює Змію завдання, і він його виконує. Старий повертає перстень королю, який кидає його в море і наказує Змію його знайти. Змій також виконує завдання. Змія приносять на тарілці принцесі, яка не може перестати плакати. Минає час, і король запрошує доньку та її чоловіка на бенкет до палацу. Принцеса плаче через те, що не може взяти Змія на бенкет, але Змій знімає зміїну шкіру, щоб стати юнаком, замикає її в скриню і забирає принцесу до замку. Поки її чоловік обідає з батьком, вона біжить додому, відкриває скриню, бере зміїну шкіру і спалює її. Змій-чоловік в людській подобі слідує за дружиною додому і, побачивши спалену зміїну шкіру, б'є її по носі, кілька крапель крові падають йому на сорочку. Він оголошує, що вони більше не чоловік і дружина, і зникає. Пізніше принцеса починає його шукати і зустрічає на дорозі трьох жінок: одна пряде нитки із золотого льону, інша працює на золотій котушці, а третя виводить на пасовисько золоту курку із золотими курчатами. Принцеса купує у кожного з них золоті предмети за 100 монет і продовжує свою подорож, поки не доходить до річки, де прачки намагаються випрати закривавлену сорочку. Принцеса пропонує випрати її і зчищає краплі крові. Потім вона просить роботу гусятниці в сусідньому замку. Через деякий час принцеса дістає золоті предмети і підкуповує господиню замку, нову дружину Змія-чоловіка, щоб та провела ніч з тепер уже людиною. Господиня замку погоджується і впускає її, але перші дві ночі дає чоловікові сонне зілля. Третьої ночі принцеса проколює йому шкіру голкою, і він прокидається. Вони миряться, і Змій-чоловік проганяє господиню замку геть.

### Михайло Івасюк
В українській казці, записаній українським фольклористом Михайлом Івасюком під назвою «Чоловік-невидимка», селянин іде до лісу по дрова, але збивається зі сліду і збивається, тому зупиняється перепочити. Заснувши, він бачить сон, в якому голос каже, що дружина чоловіка народить дівчинку, а коли їй виповниться сімнадцять років, приїде золотогривий кінь у діамантовому сідлі, щоб відвезти дівчинку до голосу як свою наречену. Чоловік прокидається і повертається додому, і справді, його дружина народила дівчинку. Дівчинка, названа Марійкою, росте в селі до сімнадцяти років, коли з'являється кінь у діамантовому сідлі, щоб забрати її до свого господаря, як і передбачив голос. Марійка сідає на коня і відлітає до прекрасного палацу за горами. Вона проводить дні на самоті, але вночі до неї хтось приходить. Так вони живуть місяцями, аж поки одного дня вона не каже, що хоче відвідати свою родину. Голос дозволяє їй це, але попереджає, щоб вона нічого не брала з собою на зворотному шляху, бо кінь відчує, що вона важка, і скине її. Марійка відвідує матір і бабусю, розповідає їм про невидиму людину вночі, і вони дають їй свічки та сірники. Марійка повертається до палацу, незважаючи на те, що кінь відчуває її важкість, і лягає спати з голосом. Вночі на своєму ліжку вона запалює свічки і бачить біля себе вродливого юнака. Юнак злякано прокидається і робить їй зауваження, кажучи, що Марійка знайде його тільки тоді, коли зніме залізний посох, залізні черевики і залізний обруч навколо живота. Раптом дівчинка опиняється за межами палацу і починає свою довгу подорож, щоб знову його знайти. Під час своїх пошуків вона зустрічає посеред широкого поля П'ятницю, яка дарує їй золоту прядку; потім у жовтій пустелі Суботу, яка дарує їй золотий саморушний ткацький верстат, і, нарешті, Неділю посеред лісу, яка дарує їй золоту курку з курчатами. Неділя також радить Марійці йти за куркою, куди б вона не вела. Марійка виконує пораду Неділі: курка приводить її до верби. Марійка залазить на вербу із золотими предметами, верба нахиляється до іншого берега річки, і вона опиняється перед палацом свого чоловіка. Там уже була інша жінка, яка побачила Марійку із золотою куркою та її курчатами і сказала, що хоче її забрати. Марійка обмінює її на ніч зі своїм чоловіком, але інша жінка кладе на нього «мертву тканину», щоб він не прокинувся. Наступної ночі Марійка обмінює золоту прядку, але її чоловік також спить. Третьої, останньої ночі вона продає саморушний ткацький верстат, і слуга її чоловіка знімає з його тіла мертву тканину, що дозволяє йому прокинутися і впізнати Марійку. Інша жінка зникає, а Марійка народжує сина.

### Володимир Гнатюк
В українській казці, записаній етнографом Володимиром Гнатюком від оповідача Митра Паланчані під назвою «Чоловік-вуж», чоловік і жінка живуть разом і молять Бога мати сина. Одного разу, коли жінка підмітає хату, в кімнаті з'являється маленька рептилія (в оригіналі «га́дзік»), і жінка намагається її відігнати, але рептилія кличе її матір'ю і просить привітати. Син-рептилія підростає і хоче пограти з іншими дітьми, але вони тікають від нього. Він також ходить до школи і вчиться три роки. Пізніше він просить собі дружину, і націлюється на царську дочку. Він їде на півні до царського палацу і робить свою пропозицію; цар питає своїх трьох дочок, яка погодиться вийти заміж за гада, і молодша погоджується. Наймолодша принцеса виходить заміж за рептилію і в шлюбну ніч виявляє, що стає вродливим золотоволосим юнаком, коли знімає шкіру рептилії. Він попереджає її тримати це в таємниці. Через деякий час вона відвідує батьків і розповідає їм, який її чоловік гарний, а мати радить їй цієї ночі спалити шкуру тварини. Тієї ж ночі принцеса бере шкіру і намагається кинути її в палаючу піч. Однак її чоловік у людській подобі зупиняє її і проклинає не народжувати їхньої дитини, якщо він не покладе руку на її живіт. Він бере свою шкіру і йде в іншу землю, де знаходить притулок у іншої жінки. Повернувшись до принцеси, вона плаче за втраченим чоловіком, а потім запитує людей, де вона може знайти коваля, у якого вона може замовити залізний обруч для свого живота, оскільки її ненароджений син росте в її животі і поки що не може бути народжений. Вона продовжує мандрувати ще рік, поки не знаходить іншого коваля, у якого вона замовляє ще один залізний обруч для свого живота, і запитує, чи бачив він золотоволосого чоловіка (її чоловіка). Так і не знайшовши його, вона проходить повз третього коваля і просить ще один обруч. Третій коваль також розповідає їй, що є така людина, яка відповідає її опису, в місці прямо за морем. Принцеса бере човен і весла до іншого краю, потім досягає села, де вона купує в'язку золотих щебнів (в оригіналі «кудзель»), золоте веретено (в оригіналі «ўрецено») і золотий стриж (в оригіналі «мотовідло»). Принцеса сидить на лавці з золотими приладами і привертає увагу другої дружини свого чоловіка, з якою він жив у селі, і торгує золотими предметами на одну ніч у його кімнатах, кожен предмет на кожну ніч. Перші дві ночі принцеса намагається поговорити з ним і благає його торкнутися її живота, щоб вона нарешті могла народити їхню дитину, але він продовжує міцно спати, оскільки випив дурманний напій. Після того, як принцесу вивели з покоїв, слуга розповідає золотоволосому чоловікові про жінку, яка плакала по ньому останні дві ночі. Він визнає, що це його перша дружина, яка намагалася поговорити з ним, але його зрадлива друга дружина напоїла його, щоб перешкодити її спробам. Третьої ночі золотоволосий чоловік уникає пити вино і прикидається, що спить, так що його перша дружина приходить до його кімнати, щоб поговорити з ним, після того, як вона продала стрижа за останню ніч. Принцеса плаче всю ніч за своїм чоловіком, поки він не прокидається і не кладе руку на її живіт, дозволяючи залізним обручам впасти з її тіла, і народиться їхня дитина: пара хлопчиків-близнюків. До них з'являється ангел і дає кожному по золотому яблуку. Друга дружина забирає принцесу та її дітей зі спальні та виводить їх із дому в стайні, де їх з'їдять два голодні кабани. Золотоволосий чоловік запитує жінку, де його родина, а вона каже, що вони надворі. Він повертає їх назад, одягає своїх синів, потім обезголовлює другу дружину, залишаючись із першою дружиною та синами. Усі вони сідають у човен і повертаються до батьківського дому, де живуть двадцять років. Потім історія продовжується пригодами родини. Фольклорист Петро Лінтур переклав казку німецькою мовою як Der Nattermensch і проіндексував її як тип ATU 425A та частково тип 433.

### Автор Мтхайло Гиряк
В українській казці, записаній дослідником фольклору Михайло Гиряк зі східнословацького джерела під назвою «Проклятий син», чоловік одружується на жінці. Через роки їхнього шлюбу (один, два, п'ять, навіть десять років) чоловік скаржиться дружині, що хоче сина, і сварить її. Одного разу, вийшовши з дому, вона бачить, як граються діти, і молиться до Діви Марії про власну дитину, навіть якщо це буде змія («гад»). Так вона завагітніла і народила Змія. Вона годує тварину протягом трьох років. Коли Змій підростає, він просить батька посвататися до однієї з трьох доньок місцевого царя, спочатку до старшої царівни. Чоловік іде до царя, каже, що в його дружини народився син-змій, і цар погоджується на їхній шлюб: він триматиме їх в одній кімнаті, і якщо Ззмій не з'їсть царівну, то вони вважатимуться одруженими. Чоловік повертається додому і розповідає про це синові, а потім веде його до царського замку. Змій і старша принцеса проводять ніч разом: він кладе хвіст на її тіло, але вона відштовхує його. Тоді він з'їдає старшу принцесу. Через деякий час він просить середню принцесу стати його дружиною. Цар знову погоджується одружити їх, але боїться, що наступною він з'їсть цю, як і попередню. Плазун проводить ніч із середньою принцесою, торкається її тіла хвостом, але вона кричить. Тоді він пожирає другу принцесу. Нарешті, він просить батька взяти за дружину наймолодшу принцесу. Плазун лежить на її тілі, а вона тримає його лапи і пестить його. Третя принцеса виживає і виходить заміж за рептилію. Однак вночі рептилія знімає свою рептилійну шкіру і засинає як людина, а потім повертається до свого зміїного вигляду через прокляття своєї матері. Принцеса відвідує своїх батьків і розповідає матері про те, який гарний її чоловік під шкірою рептилії. Королева пропонує знищити шкіру рептилії, тому вона розігріє піч, а принцеса піде за шкірою свого чоловіка. Так і сталося, і чоловік принцеси намагається повернути палаючу шкіру, але його не пускають. Він відчуває, що його тіло горить, і монархи кличуть лікарів. Одужавши, він наказує виготовити великий залізний обруч і надягає його на тіло принцеси. Він каже їй, що вона вагітна, але не зможе народити дітей, доки він не покладе їй руки на живіт, вона зношує чоботи, тримає в руці пеньок, а з миски падає хліб. Він виганяє її з дому, і вона блукає світом, залізний обруч тяжко висить на її тілі. Через п'ять років вона потрапляє до міста, де її приймає добра ворожка. Ворожка пророкує, що її чоловік знаходиться там, і принцеса захоче поговорити з ним одну ніч, але він буде спати. Вона також дає принцесі срібну нитку, щоб вона могла обміняти її на одну ніч зі своїм чоловіком. Принцеса йде на ринок, і перехожі бачать срібну нитку. Місцева цариця також бачить прибулу і хоче купити нитку, але принцеса укладає угоду: нитка за одну ніч у юнацьких покоях. Угода укладена, і принцеса намагається поговорити з чоловіком, розповідаючи про свою важку подорож і благаючи його доторкнутися до неї, щоб вона могла народити їм сина. Першої ночі їй це не вдається, і вона повертається до ворожки, яка дає їй золоту нитку, радячи знову торгуватися з королевою. Так і сталося, але принцеса все ще не може розбудити свого чоловіка, бо він міцно спить. Втретє ворожка каже їй, що вона це передбачила, і дає принцесі прекрасну діамантову нитку. Принцеса обмінює останню нитку і входить до покоїв чоловіка, знову благаючи його доторкнутися до залізних обручів. Він розплющує очі і простягає руки, щоб доторкнутися до неї, звільняючи її з обруча. Він прокидається наляканий, але бачить, що його дружина, принцеса, поруч з ним. Його мати і король також приходять до нього, і вони живуть разом.

### Інші казки
У закарпатській українській казці «Заклятий Василь і царівна Юлина» стара жінка пере білизну в річці, коли до неї підповзає змія. Вона спочатку лякається, але Змій заспокоює її і просить його всиновити. Вона забирає Змія до себе, і вони живуть як мати і син. Через десять років Змій просить матір піти до короля і попросити руки принцеси. Стара їде до короля, який приймає пропозицію руки і серця, але натоміст Змій повинен побудувати діамантовий міст, що з'єднує замок з хатиною старої, сосни вздовж дороги і гніздо на кожному дереві, щоб король прокидався від зозулиного крику. Стара повідомляє про це Змія, який протягом ночі виконує завдання. Наступного ранку король, побачивши, що Змій виконав його наказ і повзе дорогою до його замку, просить свою доньку, принцесу Юлину, піти з твариною. Змія веде Юлину через долини і гори, поки вони не виходять на відкрите поле. Юлина лягає на траву, а коли прокидається, то опиняється у великому дворі. Вона живе в цьому дворі зі Змієм в бочці, поки одного вечора до неї не з'являється золотоволосий юнак. Юнак пояснює, що він Василь, якого мати прокляла бути Змієм протягом останніх десяти років, і тепер час прокляття майже закінчився, і показує їй зміїну шкіру. Через деякий час Юліна каже Василеві, що хоче відвідати свою родину; Змій дає їй чарівне крісло, яке може перенести її назад, і радить не слухати матір. Юлина повертається додому; вона розповідає своїй матері, королеві, про Василя та його зміїну шкіру, і та радить їй взяти її та спалити, але король застерігає її від цього. Так чи інакше, Юлина повертається до зміїного двору і спалює зміїну шкіру. Василь, побачивши її вчинок, тільки плаче і каже, що їй доведеться поранити ноги, якщо вона захоче його шукати. Наступного ранку Василь і двір зникли, а Юлина залишилася сама в тому ж таки відкритому полі. Вона блукає три роки, і ніяких слідів Василя, аж поки не бачить крука. Вона розпитує крука про свого чоловіка, а той розповідає, що бачив, як її чоловік витирав сльози за дев'ятьма горами. Юлина просить ворона віднести її за дев'ять гір, до чоловіка. Історія пояснює, що Василь три роки працював на відьму і зупинився біля криниці, щоб відпочити, коли побачив, що до нього йде Юлина. Вони повертаються до замку її батька і святкують нове весілля.
В українській казці під назвою «Красносвіт», записаній Михайлом Павликом у інтерв'юерки на ім'я Параска Гулей з Вижниці і опублікованій в журналі «Житє і слово», бездітний чоловік вирушає в ліс і знаходить гарне яйце, яке приносить додому і показує дружині. Яйце ставлять на піч, а чоловік спостерігає за ним. Раптом яйце розколюється, і з нього з'являється маленький і гарний юнак. Він каже, що його звуть Красносвіт і він хоче бути їхнім сином. Він також просить чоловіка наступного ранку зробити пропозицію царській дочці. Чоловік іде до царського палацу і розповідає, що у нього є син на ім'я Красносвіт, красивий, але живе в яйці. Цар дозволяє доньці побачити його на власні очі і вирішити, чи хоче вона вийти за нього заміж. Відтак старий віддає їй яйце Красносвіта і радить зігрівати його вночі. Царівна виконує настанову і, побачивши, який гарний її майбутній наречений, вирішує вийти за нього заміж. Принцеса одружується з яйцем, і вночі Красносвіт виходить з нього, щоб вранці повернутися назад. Так триває деякий час, і Красносвіт майже доходить до кінця прокляття, але царівна про це не знає. Через деякий час стара жінка запитує принцесу, як вона може так жити, і переконує її розбити шкаралупу яйця. Принцеса розбиває шкаралупу тієї ж ночі, коли Красносвіта немає вдома, але знаходить шкаралупу зруйнованою і плаче, що він загинув. Три краплі крові падають з носа царівни на його сорочку. Красносвіт матеріалізує залізні обручі на її животі, залізні черевики на ногах і залізну палицю в руці, проклинаючи її, щоб вона не народжувала їхню дитину, поки не знайде його знову. З цим він зникає. Принцеса плаче за своєю втратою і вирушає на його пошуки, спочатку дійшовши до краю світу, а потім і далі. Потім вона проходить повз будинки Мороза та його дружини (де вона отримує золоте яблуко), Місяця та його дружини (де вона отримує золоту качку) і Вітру та його дружини (де вона отримує золоту стрічку). У будинку Вітру його дружина ховає принцесу і змушує її слухати їхню розмову: Красносвіт живе зі злою царицею і проводить дні на полюванні. Після того, як Вітер йде, його дружина дає принцесі вказівки: дійти до ставка, а потім до саду біля ставка. Принцеса йде за вказівками і знаходить злу королеву, яка перуть закривавлену сорочку у ставку. Королева каже, що сорочка належить слузі, але принцеса впізнає в ній сорочку Красносвіта. Вона просить дозволу випрати її, і краплі крові зникають. На знак подяки цариця дозволяє принцесі супроводжувати її до свого саду. Поки королеви немає, принцеса бере золоте яблуко, яке привертає увагу дітей королеви. Королева просить у принцеси яблуко, а та обмінює його на одну ніч з Красносвітом. Королева погоджується на угоду, але засинає Красносвіта міцним сном, щоб принцеса не змогла його розбудити. Першої ночі їй це не вдається, і вона обмінює золоту качку на другу ніч у кімнаті Красносвіта. Цариця знову засинає, і царівна не може його розбудити. Наступного ранку слуга Красносвіта розповідає йому, що вночі до його кімнати приходила дівчина і плакала над його сплячим тілом. Тоді Красносвіт відламує три гілочки якихось маленьких рослин («однолітки»), дає слузі і просить його віднести їх дівчині, щоб та вдарила по його сплячому тілу і розбудила його. В останню ніч царівна обмінює золотий клаптик на останню ніч з царицею, яка присипляє Красносвіта важким сном. Принцеса заходить до його кімнати і благає дозволити їй народити. З'являється його слуга і дає їй гілочки, якими вона б'є свого чоловіка. Красносвіт прокидається, обручі спадають з тіла царівни, і вона народжує сина. Зла цариця заходить до кімнати і проклинає царівну, але Красносвіт б'є її трьома прутиками, і вона зникає.Казка була віднесена до східнослов'янської класифікації народних казок (рос. СУС, трансліт. SUS), як більш загального типу Сус 400/1, «Чоловік шукає зниклу або викрадену дружину (дружина шукає чоловіка)»: чоловік дружини обіцяє не порушувати заборону, але робить це і втрачає свого чоловіка; пізніше вони вирушають на пошуки свого чоловіка і знаходять його з чудовою допомогою.